# Giovanni Ficarra
Giovanni Ficarra (Messina, 18 giugno 1996) è un canottiere italiano.

## Biografia
Ai mondiali di Račice 2022 ha vinto l'oro nel due senza pesi leggeri, con Alessandro Durante, precedendo le imbarcazioni ungherese di Bence Szabó e Kálmán Furkó e ceca di Jiří Kopáč e Milan Viktora.
Ha fatto parte della spedizione italiana ai Giochi del Mediterraneo sulla spiaggia di Heraklion 2023, dove ha vinto l'argento nel singolo, terminando alle spalle dello spagnolo Miguel Salas Cordova, e nella staffetta a squadre. 

## Palmarès
- Mondiali flat water

Povdiv 2015: 2 senza pesi leggeri;
Plovdiv 2017: 4 senza pesi leggeri;
Račice 2022: 2 senza pesi leggeri
- Giochi del Mediterraneo sulla spiaggia

Heraklion 2023: argento nel singolo e nella staffetta a squadre.